# Municipio de Guerrero (Coahuila)
El municipio de Guerrero es uno de los 38 municipios en que se divide el estado mexicano de Coahuila de Zaragoza, ubicado en la zona noreste del territorio, su cabecera es la población de Guerrero.

## Geografía
Guerrero se encuentra ubicado en la zona noreste del estado Coahuila, junto a la Frontera entre Estados Unidos y México. Sus límites territoriales son al sureste con el municipio de Hidalgo, al sur con el municipio de Juárez y al oeste con el municipio de Villa Unión y el municipio de Nava. Al norte limita con el estado de Texas en los Estados Unidos, particularmente con el Condado de Maverick y con el Condado de Webb.
Tiene una extensión territorial de 3219.70 km² que representan el 2.12 % de la extensión total del estado de Coahuila.

### Orografía e hidrografía
El territorio en que se asienta el Municipio de Guerrero es completamente llano, con una declinación en sentido norte sur hacia el río Bravo.
La principal y prácticamente única corriente que se encuentra en el municipio es el Río Bravo, que señala la frontera con los Estados Unidos, existen además pequeñas corrientes intermitentes que todas desembocan en el río Bravo. La totalidad del territorio municipal pertenece a la Región hidrológica Bravo-Conchos, pero dividido en dos cuencas pertenecientes a esta región, la zona norte del municipio pertenece a la Cuenca Río Bravo-Nuevo Laredo y la zona sur a la Cuenca Presa Falcón-Río Salado.

### Clima y ecosistemas
El clima que se registra en el municipio es extremoso y muy cálido, debido a estar situado en una región fundalmente desértica, el clima se clasifica oficialmente como Semiseco semicálido en la mitad norte del territorio y como Seco muy cálido y cálido en la zona sur, la temperatura media anual sigue el mismo patrón, registrándose en la zona norte un rango de 18 a 20 °C y en la zona sur superior a los 20 °C, prácticamente todo el territorio registra una precipitación media anual que va de los 300 a los 400 mm, únicamente se diferencia la zona contigua al río Bravo, donde la precipitación va de 400 a 500 mm.

## Demografía
La población de Guerrero según el Conteo de Población y Vivienda de 2010 llevado a cabo por el Instituto Nacional de Estadística y Geografía es de un total de 2091 habitantes, de los que 1115 son hombres y 976 son mujeres.

### Localidades
En el Censo de 2020 el municipio de Guerrero contaba con 79 localidades.
| Código INEGI      | Localidad         | Población (2020) |
| ----------------- | ----------------- | ---------------- |
| 050120001         | Guerrero          | 775              |
| 050120035         | Santa Mónica      | 294              |
| Otras localidades | Otras localidades | 574              |
| Total municipal   | Total municipal   | 1 643            |

## Política
El gobierno del municipio le corresponde al Ayuntamiento, el cual es formado por el presidente municipal, el Síndico y un cabildo integrado por cuatro regidores electos por mayoría relativa, todos son electos para un periodo de cuatro años no renovable para el periodo inmediato pero sí de manera intercalada.
El Ayuntamiento entra a ejercer su cargo el día 1 de enero del año siguiente en que tuvo verificativo el proceso electoral.

### Representación legislativa
Para la elección de diputados, tanto locales al Congreso de Coahuila como federales a la Cámara de Diputados de México, el municipio de General Cepeda se encuentra integrado dentro de los siguientes distritos electorales:
Local:
- XVII Distrito Electoral Local de Coahuila con cabecera en Sabinas.[14]

Federal:
- I Distrito Electoral Federal de Coahuila con cabecera en la ciudad de Piedras Negras.[15]